# Moșii de Florii
Moșii de Florii este un film românesc din 2003 regizat de Felician Săteanu.